# Julio Munlloch
Julio Munlloch Martí (* 22. Oktober 1916 in Spanien; † 9. Januar 1996) war ein spanischer Fußballspieler auf der Position des Stürmers, der meistens als Linksaußen agierte.

## Biografie
Munlloch absolvierte in der Saison 1935/36 zwölf Punktspiele für den FC Barcelona und bestritt das Finale um die Copa del Presidente de la República 1936, welches 1:2 gegen Real Madrid verloren wurde. Nach dem im Anschluss an diese Saison beginnenden Bürgerkrieg in Spanien wurde der Spielbetrieb der Liga ausgesetzt. Um einige Privatspiele zu absolvieren, unternahm der FC Barcelona im Sommer 1937 eine Reise nach Mexiko und bestritt zwischen dem 20. Juni und dem 22. August neun Spiele. Die ersten sieben wurden gegen Vereinsmannschaften aus Mexiko-Stadt (je zweimal gegen América und Necaxa sowie je einmal gegen Atlante, España und Asturias) und die letzten beiden Spiele gegen die mexikanische Nationalmannschaft ausgetragen. Viele Spieler von Barça entschieden sich, in Mexiko zu bleiben. Auch Munlloch gehörte dazu. Er heuerte beim CF Asturias an, mit dem er die Meisterschaft in der Saison 1938/39 gewann.
Anschließend wechselte Munlloch nach Argentinien und spielte für Vélez Sársfield, bevor er nach Mexiko zurückkehrte und fortan beim CF Atlante unter Vertrag stand.